# Perlaar
Der Perlaar (Gampsonyx swainsonii), in älteren Veröffentlichungen gelegentlich auch Perlenweih, ist ein sehr kleiner, falkenartiger Greifvogel aus der Familie der Habichtartigen. Die Art bewohnt offene Landschaften in Mittel- und Südamerika, breitet sich jedoch langsam weiter nach Norden aus, entsprechend gilt ihr Fortbestand als nicht gefährdet. Es handelt sich um den einzigen Vertreter der Gattung Gampsonyx.

## Merkmale
Der Perlaar ist mit einer Größe von 20 bis 25 cm und einer Flügelspannweite zwischen 45 und 55 cm einer der kleinsten Vertreter seiner Familie. Das Gewicht liegt bei 74 bis 105 g, wobei die Weibchen wie bei vielen Greifvögeln tendenziell etwas größer und schwerer als ihre männlichen Artgenossen werden können. Ein weitergehender Sexualdimorphismus liegt hingegen nicht vor. Das allgemeine Erscheinungsbild erinnert vor allem durch einen rundlichen Kopf mit verhältnismäßig großen Augen und einen kurzen, stark gebogenen Schnabel an das eines typischen Falken. Die Schwungfedern sind spitz zulaufend und reichen in sitzender Haltung nicht über den Schwanz hinaus. Im Gleitflug werden die Flügel in einer geraden Linie mit dem Körper gehalten. Das Gefieder adulter Vögel zeigt an Rücken und Hinterkopf vorwiegend ein rußiges Grau. Brust- und Bauchbereich sind cremefarben, während die befiederten Beine eher ins Zimtfarbene übergehen. An den Flanken zeigt sich ein charakteristischer rötlich-brauner Fleck. Schwung- und Steuerfedern sind an ihrer Oberseite schwärzlich, während die Unterseiten silberfarben sind. Die Konturfedern des Unterflügels zeigen hingegen einen blassen Zimtton ähnlich der Beinbefiederung. Das Gesicht besitzt eine ausgeprägte Musterung mit weißer bis gelblicher Stirn und Wangen sowie dunkleren Partien hinter den Augen, deren Iris auffällig rot gefärbt ist. Umgeben werden die Augen von einer bläulich-grauen Wachshaut, der Schnabel ist schwärzlich-grau. Die nicht gefiederten Teile der Beine und die Füße zeigen hingegen ein kräftiges Gelb-Orange.

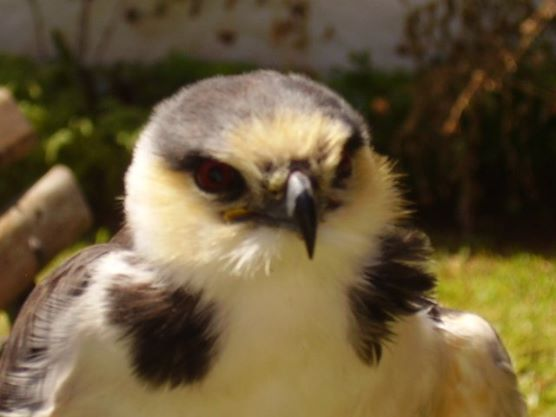
Nahaufnahme mit gut erkennbarer Gesichtszeichnung

Das Jugendkleid entspricht schon weitgehend dem Aussehen der erwachsenen Vögel, ist jedoch vor allem durch eine dunklere Färbung an der Oberseite zu unterscheiden. Dort besitzen viele Federn außerdem blassere Spitzen. Des Weiteren fehlen den Jungvögeln noch die typischen rötlich-braunen Flecken an den Seiten, allgemein wirkt das Gefieder an Bauch und Brust stärker zimtfarben als bei den Adulten. Die Augen sind noch braun statt rot, die Beine stärker gelblich statt orange.
Verwechslungen mit dem Buntfalken (Falco sparverius) können vor allem auf Grund der ähnlichen Silhouette im Flug vorkommen, lassen sich jedoch bei näherem Hinsehen zumeist schnell aufklären. Vor allem die fehlende Musterung an der Unterseite beim Perlaar kann als einfaches und eindeutiges Unterscheidungsmerkmal herangezogen werden.

## Verhalten
Der Perlaar bewohnt eine Reihe trockener, offener Gebietsformen wie baumbestandene Savannen und Graslandschaften oder lichte Wälder, aber auch von Menschen angelegte Parks. Dabei werden Gebiete im Flachland bevorzugt. Grundsätzlich scheut die Art den Kontakt zu Menschen nicht und kann regelmäßig bei der Jagd entlang von Straßen gesichtet werden. Zumeist werden die Vögel dann auf Telefonkabeln oder in den Spitzen von Bäumen sitzend beobachtet. Während Gleitflügen über offenem Terrain erreichen Perlaare teilweise sehr große Höhen. Die Art gilt als Standvogel, der sich nicht an den jährlichen Vogelzügen beteiligt. Allerdings spricht eine festgestellte zügige Ausdehnung des Verbreitungsgebiets für eine zumindest teilweise nomadische Lebensweise. Außerhalb der Brutzeit führen die Vögel eine weitestgehend solitäre Lebensweise.

### Ernährung

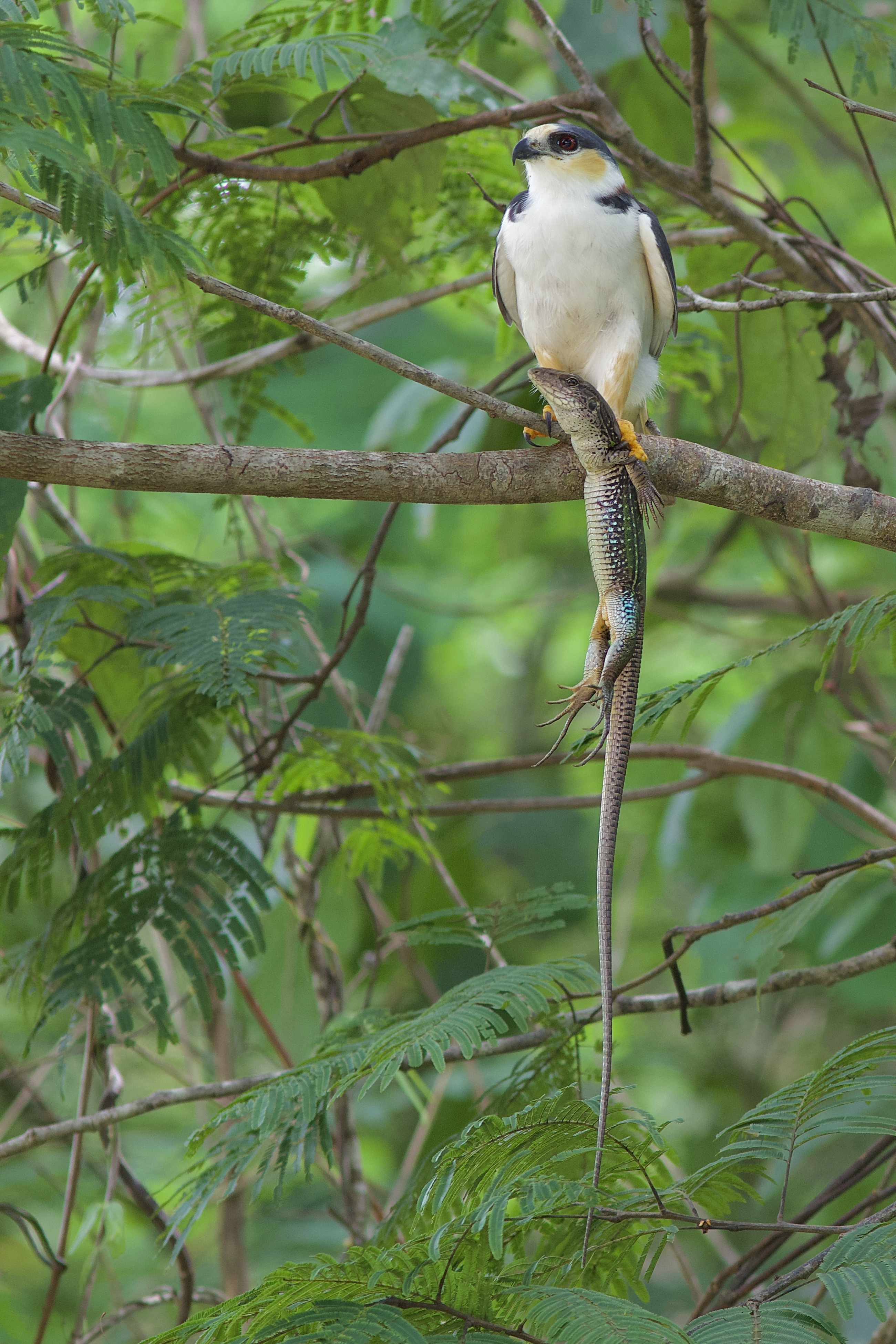
Perlaar mit Beute, Bundesstaat Pará, Brasilien

Perlaare machen hauptsächlich Jagd auf Insekten, darunter Kakerlaken und verschiedene Käfer, sowie Echsen und Frösche. Nur gelegentlich werden auch kleinere Vögel wie Tropenspottdrosseln (Mimus gilvus), Jacariniammern (Volatinia jacarina) oder Einfarbstärlinge (Agelasticus cyanopus) erbeutet. Bevorzugte Jagdmethode ist die Ansitzjagd, bei der die Vögel von einer Sitzwarte aus auf vorbeikommende Beute lauern. Wurde diese erspäht, stürzen sich die Vögel mit einer schnellen, direkten Bewegung herab. Gelegentlich können Perlaare dabei beobachtet werden, wie sie ähnlich wie ein Falke kurzzeitig über der Beute in der Luft stehen, bevor diese geschlagen wird.

### Fortpflanzung
Das Nest des Perlaars ist eine flache, schmale Plattform aus dünnen Zweigen, die von beiden Altvögeln hoch oben auf einem Baum errichtet wird. Die Konstruktion ist nicht besonders stabil und muss während der gesamten Brutzeit ständig ausgebessert werden. In seltenen Fällen werden auch Nester aus früheren Jahren wiederverwendet. Nach der Fertigstellung des Nestbaus legt das Weibchen ein bis vier Eier. Diese besitzen eine weiße Grundfärbung und sind mit unregelmäßigen, braunen und gräulich-violetten Flecken gesprenkelt. Ihre Inkubationszeit liegt bei 34 bis 35 Tagen, in denen sie fast ausschließlich durch das Weibchen bebrütet werden. Das Männchen beteiligt sich nur während kurzer Ruhephasen seiner Partnerin am Brutgeschäft, versorgt diese jedoch ansonsten mit Nahrung. Nach dem Schlüpfen verbleiben die Jungvögel für einen Zeitraum von etwa fünf Wochen im Nest, bevor sie flügge werden. Währenddessen ist der männliche Altvogel für das Heranschaffen von Nahrung verantwortlich, die eigentliche Übergabe an die Nestlinge erfolgt jedoch immer durch das Weibchen.

## Verbreitung und Gefährdung

Verbreitungsgebiet des Perlaars

Der Perlaar ist eine neotropische Art, deren ursprüngliches Verbreitungsgebiet sich in etwa von Kolumbien und Venezuela im Norden bis nach Bolivien und das nördliche Argentinien im Süden erstreckt. Durch die zunehmende Entwaldung der Region erschließen sich dem Perlaar seit einigen Jahrzehnten neue geeignete Lebensräume, wodurch sich sein Verbreitungsgebiet vor allem in nördlicher Richtung entlang der Pazifikküste Mittelamerikas ausbreitet. Dort gilt die Art mittlerweile als recht häufig. Des Weiteren werden in jüngerer Zeit auch einige Inseln der Karibik wie etwa Trinidad besiedelt. Folgerichtig entwickeln sich die Bestandszahlen der Art positiv, die IUCN stuft den Perlaar daher zurzeit auf der niedrigsten Gefährdungsstufe least concern ein.

## Systematik
Der Perlaar wurde 1825 zusammen mit der für ihn neu geschaffenen Gattung Gampsonyx durch den irischen Zoologen Nicholas Aylward Vigors erstmals beschrieben. Der Gattungsname leitet sich aus den griechischen Begriffen γαμψονυξ, γαμψονυξ, γαμψος gampsonyx, gampsonykhos, gampsos für Hakenklaue, gebogen und ονυξ, ονυχος onyx, onykhos für Klaue ab. Das Artepitheton swainsonii ehrt den britischen Künstler und Ornithologen William Swainson. Während die Gattung als monotypisch gilt, werden für die Art neben der Nominatform zwei weitere Unterarten als gültig betrachtet. Beide gehen auf eine Beschreibung des britischen Ornithologen Charles Chubb aus dem Jahr 1918 zurück. G. s. leonae besiedelt den nördlichen Teil des Verbreitungsgebiets von Nicaragua über den Norden Südamerikas bis in das Amazonasbecken. G. s. magnus kommt hingegen nur in den Küstenregionen Kolumbiens, Ecuadors und Perus vor. Magnus hat seinen Ursprung in lateinisch magnus ‚größer, mächtig‘. G. s. leonae unterscheidet sich nur durch subtile Abweichungen bei der Färbung des Gefieders von der Nominatform. So sind die Grautöne an der Oberseite dunkler sowie die helle Musterung im Gesichtsbereich weniger stark ausgeprägt. Leonae bezieht sich auf León. Die Unterschiede bei G. s. magnus sind hingegen augenfälliger. Hier können neben dem völligen Fehlen der eigentlich typischen rötlich-braunen Flecken an den Flanken auch eine geringere Flügelspannweite und kürzere Steuerfedern als Identifikationsmerkmale herangezogen werden. Die Stellung der Gattung Gampsonyx innerhalb der Ordnung der Greifvögel war lange Zeit umstritten. Frühe taxonomische Einordnungen platzierten den Perlaar sogar außerhalb dieser Ordnung innerhalb der Falkenartigen. Moderne Forschungen an mitochondrialer DNA zeigten hingegen, dass Gampsonyx am nächsten mit den Gleitaaren (Elanus) verwandt und wie diese als ein basaler Vertreter der Habichtartigen zu betrachten ist. Gemeinsam mit der monotypischen Gattung Chelictinia bilden sie die Unterfamilie Elaninae. Alfred Laubmann hatte drei Bälge von der „3. Gran-Chaco-Expedition“ gesammelt durch Eugen Josef Robert Schuhmacher (1906–1973), Hans Krieg (1888–1970) und Michael Mathias Kiefer (1902–1980) für seine Analysen zur Verfügung. Er sah die Art in Paraguay vor allem im Gran Chaco und im Departamento Alto Paraná.
- G. s. swainsonii Vigors, 1825[13]
- G. s. leonae Chubb, C, 1918[10]
- G. s. magnus Chubb, C, 1918[14]